# Sammy Giammalva Jr.
Sammy Giammalva Jr. (Houston, 24 marzo 1963) è un ex tennista statunitense.
Anche suo padre Sam e suo fratello Tony sono stati tennisti.

## Carriera
In carriera ha vinto due titoli in singolare e quattro titoli di doppio. Nei tornei del Grande Slam ha ottenuto il suo miglior risultato raggiungendo i quarti di finale nel singolare agli Australian Open nel 1982, e di doppio a Wimbledon nel 1983, in coppia con lo svedese Henrik Sundström.
Fu proprio contro di lui che il futuro campione Pete Sampras disputò il suo primo incontro tra i professionisti: la sfida ebbe luogo nel febbraio del 1988, durante il primo turno del torneo U.S. Pro Indoor, e vide la vittoria di Sammy Giammalva Jr. 6-4 6-3.

## Statistiche

### Singolare

#### Vittorie (2)
| N. | Anno          | Torneo                          | Superficie | Avversario in finale | Punteggio     |
| 1. | 29 marzo 1981 | Napa Open, Napa                 | Cemento    | Scott Davis          | 6-3, 5-7, 6-1 |
| 2. | 6 marzo 1983  | Monterrey Grand Prix, Monterrey | Sintetico  | Ben Testerman        | 6-4, 3-6, 6-3 |

### Singolare

#### Finali perse (5)
| N. | Anno             | Torneo                                     | Superficie  | Avversario in finale | Punteggio     |
| 1. | 12 aprile 1981   | Houston Open, Houston                      | Terra rossa | Guillermo Vilas      | 2-6, 4-6      |
| 2. | 6 novembre 1983  | Hong Kong Open, Hong Kong                  | Cemento     | Wally Masur          | 1-6, 1-6      |
| 3. | 8 aprile 1984    | Houston Open, Houston                      | Terra rossa | Mark Dickson         | 3-6, 2-6      |
| 4. | 16 dicembre 1984 | New South Wales Open, Sydney               | Erba        | John Fitzgerald      | 3-6, 3-6      |
| 5. | 12 luglio 1987   | Hall of Fame Tennis Championships, Newport | Erba        | Dan Goldie           | 7-6, 4-6, 4-6 |

### Doppio

#### Vittorie (4)
| N. | Anno             | Torneo                                     | Superficie | Compagno       | Avversari in finale                | Punteggio |
| 1. | 22 novembre 1981 | Bologna Indoor, Bologna                    | Sintetico  | Henri Leconte  | Tomáš Šmíd Balázs Taróczy          | 7-6, 6-4  |
| 2. | 4 aprile 1982    | Zurich WCT, Zurigo                         | Sintetico  | Tom Gullikson  | Wojciech Fibak John Fitzgerald     | 6-4, 6-2  |
| 3. | 21 ottobre 1984  | Tokyo Indoor, Tokyo                        | Sintetico  | Tony Giammalva | Mark Edmondson Sherwood Stewart    | 7-6, 6-4  |
| 4. | 14 luglio 1985   | Hall of Fame Tennis Championships, Newport | Erba       | Peter Doohan   | Paul Annacone Christo van Rensburg | 6-1, 6-3  |

### Doppio

#### Finali perse (13)
| N.  | Anno              | Torneo                                     | Superficie  | Compagno       | Avversari in finale              | Punteggio     |
| 1.  | 23 agosto 1981    | Atlanta Open, Atlanta                      | Cemento     | Tony Giammalva | Fritz Buehning Peter Fleming     | 4-6, 6-4, 3-6 |
| 2.  | 25 ottobre 1981   | Vienna Open, Vienna                        | Cemento     | Fred McNair    | Steve Denton Tim Wilkison        | 6-4, 3-6, 4-6 |
| 3.  | 16 maggio 1982    | ATP Firenze, Firenze                       | Terra rossa | Tony Giammalva | Paolo Bertolucci Adriano Panatta | 6-7, 1-6      |
| 4.  | 18 luglio 1982    | Zell Am See WCT, Zell am See               | Terra rossa | Tony Giammalva | Wojciech Fibak Bruce Manson      | 7-6, 4-6, 4-6 |
| 5.  | 6 novembre 1983   | Hong Kong Open, Hong Kong                  | Cemento     | Steve Meister  | Drew Gitlin Craig A. Miller      | 2-6, 2-6      |
| 6.  | 23 settembre 1984 | Pacific Coast Championships, San Francisco | Sintetico   | Mike De Palmer | Peter Fleming John McEnroe       | 3-6, 4-6      |
| 7.  | 1º aprile 1985    | Paine Webber Classic, Fort Myers           | Cemento     | David Pate     | Ken Flach Robert Seguso          | 6-3, 3-6, 3-6 |
| 8.  | 20 ottobre 1985   | Japan Open Tennis Championships, Tokyo     | Cemento     | Greg Holmes    | Scott Davis David Pate           | 6-7, 7-6, 3-6 |
| 9.  | 27 luglio 1986    | Livingston Open, Livingston                | Cemento     | Greg Holmes    | Bob Green Wally Masur            | 7-5, 4-6, 4-6 |
| 10. | 25 ottobre 1987   | Tokyo Indoor, Tokyo                        | Sintetico   | Jim Grabb      | Broderick Dyke Tom Nijssen       | 3-6, 2-6      |
| 11. | 10 gennaio 1988   | Heineken Open, Auckland                    | Cemento     | Jim Grabb      | Marty Davis Tim Pawsat           | 3-6, 6-3, 4-6 |
| 12. | 21 agosto 1988    | Livingston Open, Livingston                | Cemento     | Marc Flur      | Grant Connell Glenn Michibata    | 6-2, 4-6, 5-7 |
| 13. | 13 agosto 1989    | Livingston Open, Livingston                | Cemento     | Kelly Evernden | Tim Pawsat Tim Wilkison          | 5-7, 3-6      |